# NGC 1316B
NGC 1316B (другие обозначения — MCG -6-8-9, PGC 95472) — галактика в созвездии Печь.
Этот объект не входит в число перечисленных в оригинальной редакции «Нового общего каталога» и был добавлен позднее.